# Biblia Hebraica de Solsona
La Bíblia Hebraica de Solsona, també coneguda com a Bíblia del Rei, és una biblia hebraica catalana, escrita a Solsona l'any 1384. Actualment es troba en la Biblioteca Britànica a Londres.
Es tracta d'una tanakh escrita en hebreu per jueus catalans al final del segle XIV. Segons consta en el propi exemplar, fou acabada d'escriure l'any 1384 a Solsona per Jacob, fill de Joseph de Ripoll i fill de Judà de Tulusa. Arran de la persecució i expulsió dels jueus, el text arribà a Jerusalem i després a Alep, Síria, on l'any 1683 va ser comprada per Laurentius d'Avrieux, cònsol de França i Holanda. Arribà finalment a la monarquia britànica i el 1823 el rei Jordi IV la donà a la Biblioteca Britànica, per la qual cosa se la coneix també com a Bíblia del Rei.
L'exemplar és un còdex de pergamí de 429 folis escrit en hebreu i conté els 24 llibres de la bíblia hebrea. També inclou nombroses il·lustracions, on destaquen les miniatures amb tots els aparells del Temple, incloses l'Arca de l'Aliança i la Menorà.